# Teenage Dream (Album)

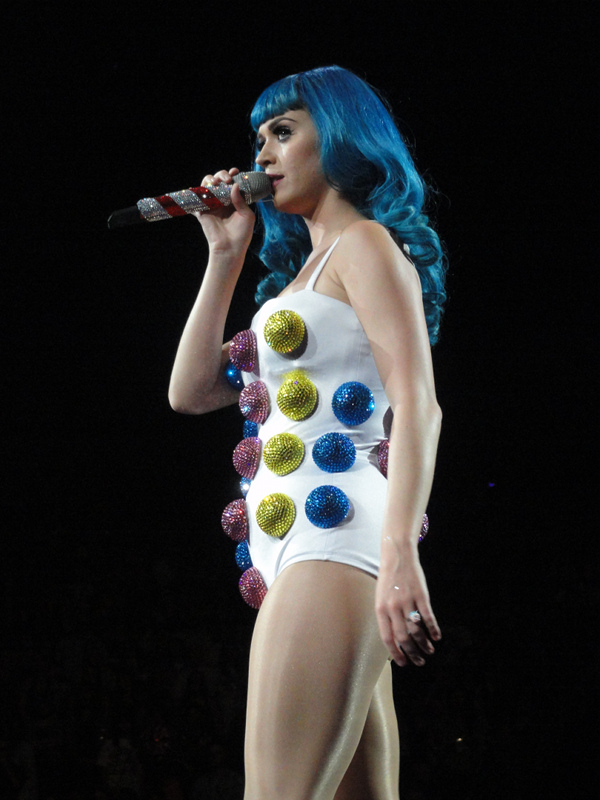
Katy Perry bei einem Auftritt in Seattle (2011)

Teenage Dream (englisch für „Jugendtraum“) ist das dritte Studioalbum der US-amerikanischen Sängerin Katy Perry. Es wurde am 24. August 2010 weltweit von ihren Labels Capitol Records und Virgin Records veröffentlicht. Die Inspiration am Album stammt von Dance, Pop und Rockkünstlern aus den 1980er und 1990er Jahren, wie ABBA, Ace of Base, Cyndi Lauper und The Cardigans. Perry arbeitete mit vielen Songwritern und Produzenten an ihrem Album, darunter Greg Wells, Dr. Luke, Max Martin, Ryan Tedder, Greg Kurstin, Benny Blanco, Ester Dean, The-Dream und Christopher „Tricky“ Stewart. Das Album vermischt Popmusik mit Dance-, Elektropop- und Rock-Einflüssen. Zum Teil sind auch Hip-Hop-, Teen-Pop-, Elektro-Rock- und Eurodisco-Elemente enthalten. Inhaltlich behandelt das Album Themen wie Liebe, Karriere, Selbstvertrauen und Freizeit.
Kritiker nahmen das Album hauptsächlich mit gemischten Erwartungen auf, gelobt wurden vor allem die Tanz-Melodien, während die Auto-Tune-Effekte und die Nachbearbeitung am Computer kritisiert wurden. In den Vereinigten Staaten stieg das Album direkt eine Woche nach seiner Veröffentlichung mit 192.000 verkauften Einheiten auf Platz 1 der amerikanischen Billboard 200 ein. Später wurde das Album für über 2.000.000 verkaufte Einheiten in den USA mit Doppel-Platin ausgezeichnet. Bis heute verkaufte sich das Album weltweit rund 5,5 Mio. mal. Aus dem Album wurden bisher sechs Singles veröffentlicht, die weltweit Hits wurden: California Gurls feat. Snoop Dogg, das Titellied, Firework, E.T. feat. Kanye West, Last Friday Night (T.G.I.F.) und The One That Got Away. Alle Lieder bis auf die sechste Single wurden in den Vereinigten Staaten Nummer-eins-Hits und wurden in mehr als zwanzig Ländern zu Top-Ten-Hits. Die ersten fünf Singles wurden in den Vereinigten Staaten auch jeweils in den Radio- und Downloadcharts Nummer-eins-Hits, damit ist Katy Perry die erste Künstlerin überhaupt, welcher dies in der Geschichte gelang.
Fünf aufeinander folgende Single-Auskopplungen aus einem Album, die allesamt Platz 1 erreichten, gelang in der 53-jährigen Geschichte der Billboard Hot 100 nur Michael Jackson in den Jahren 1987 und 1988 mit seinem Album Bad. Teenage Dream ist auch das einzige Album, das sieben Nummer-eins-Hits in den Billboard Hot Dance Club Songs Charts veröffentlichen konnte. Mit den Singles blieb Katy Perry 69 Wochen nacheinander in den Hot 100 Top Ten vertreten, dies gelang zuvor noch niemanden. Insgesamt haben sich alle Singles aus dem Album weltweit über 30 Mio. mal verkauft.
Bei den Grammy Awards 2011 war Teenage Dream in den Kategorien Album of the Year und Best Pop Vocal Album nominiert. California Gurls war in der Kategorie Best Pop Collaboration with Vocals und das Titellied und die zweite Single Teenage Dream in der Kategorie Best Female Pop Vocal Performance nominiert. Bei den Grammy Awards 2012 war die dritte Single Firework in den Kategorien Record of the Year und Best Pop Solo Performance nominiert. Das Album wurde bei den Juno Awards 2011 als International Album of the Year ausgezeichnet.
Im Januar 2012 wurde bekanntgegeben, dass Teenage Dream unter dem Titel Teenage Dream: The Complete Confection wiederveröffentlicht wird. The Complete Confection wurde am 27. März 2012 veröffentlicht. Unverzüglich wurde bereits im Februar 2012 Part of Me als erste Single veröffentlicht, dieses Lied erreichte Platz 1 in den USA und Platz 1 in Großbritannien. Als letzte Single von dem Album wurde Wide Awake veröffentlicht, welche Platz 2 in den USA erreichte.

## Hintergrundinformationen
Katy Perry begann mit den Aufnahmen für das Album am 13. Oktober 2009. Sie sagte: „Ich habe viele Schichten durch die ich dringen muss, aber zum Glück habe ich Greg Wells, der mir beim Abschalten hilft.“ Es wurde berichtet, dass Perry mit verschiedenen Künstlern und Produzenten, unter anderem Lukasz Gottwald, Max Martin, Ester Dean, Greg Kurstin, Guy Sigisworth, Cathy Dennis und Christopher „Tricky“ Stewart zusammengearbeitet habe. Letzterer erzählte dem Rap-Up-Magazin, dass der Musikstil des Albums im Bereich Pop-Rock liege. „Das ist ein ganz anderes Arbeitsfeld für mich. Dieses Projekt ist sehr wichtig für mich, denn die Leute warten drauf, was ich machen werde.“

## Entwicklung

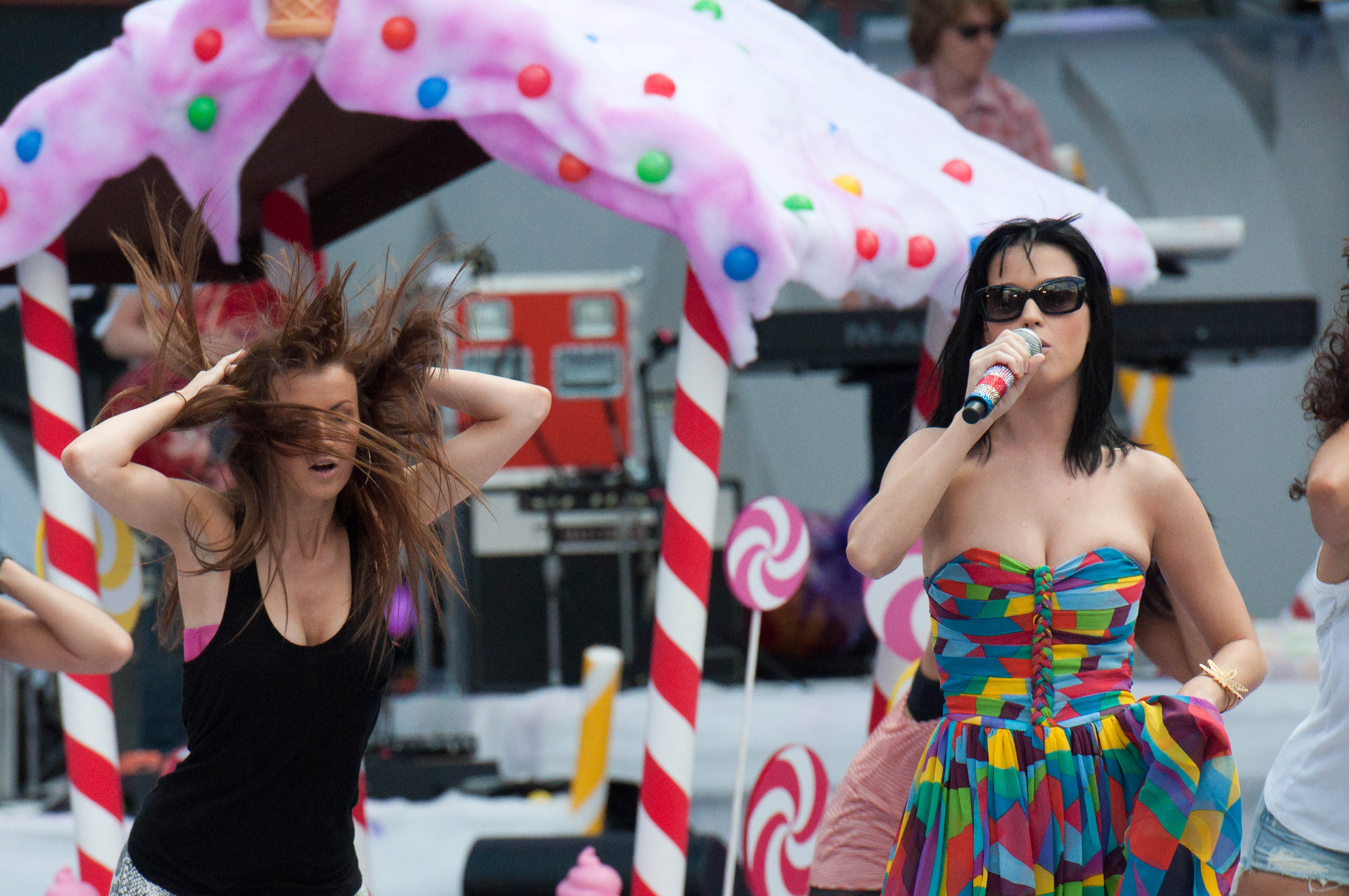
Katy Perry promotet ihre internationale Hitsingle California Gurls

Im Mai 2009 sprach Katy Perry mit dem Rolling Stone über ihr anstehendes zweites Album: „Das zweite Album ist sehr wichtig für mich, denn ich denke, es zeigt, ob ich für das hier geboren bin oder nur Glück hatte. Im Grunde genommen, möchte ich mich keinesfalls von dem Publikum, das ich jetzt habe entfremden. Manche Künstler denken, sie könnten nach dem Erfolg mit einem Lied und einem Album eine komplette Kehrtwende vollziehen. Aber ich denke, das ist der falsche Weg.“ Perry erklärte weiterhin: „Es wird definitiv Popmusik bleiben. Lovefool von den Cardigans trifft Lucky Star von Madonna, aber mit ein bisschen mehr Fleisch an den Knochen, textlich gesehen. Es wird nicht nur um den Beat und Tanzen gehen, ich möchte den Liedern eine Bedeutung verpassen.“
Am 27. März 2010, bei den Kids' Choice Awards kündigte Katy Perry die Veröffentlichung des Albums an. „Das Album erscheint diesen Sommer. Es wird eine Sommerplatte werden.“ Sie fügte hinzu, dass ihre früheren Aussagen über das Album immer noch aktuell seien. „Es ist Rollerskating. Es sind die Neunziger. Es ist Ace of Base. Es ist Cyndi Lauper. Es ist bunt und noch viel, viel mehr.“ Sie sagte außerdem: „Es könnte ziemlich coole Gastauftritte von Rappern von der Westküste geben. Ich meine, ich bin ein kalifornisches Mädchen, und es könnten ja ein paar Freunde auftauchen.“ Bei einem Fotoshooting für den Rolling Stone bestätigte Perry den Titel der ersten Single California Gurls, eine Zusammenarbeit mit dem kalifornischen Rapper Snoop Dogg. Das Lied ist als Antwort auf die New York–Hymne Empire State of Mind von Jay-Z und Alicia Keys gedacht. Perry erklärte die Idee hinter dem Werk: „Es ist so toll, dass Empire State of Mind so erfolgreich ist, und dass jeder von New York spricht, aber was ist mit Los Angeles? Was ist mit Kalifornien? Es ist schon eine Weile her, dass es ein Lied über Kalifornien gab, besonders aus der Sichtweise eines Mädchens. Also haben wir uns von Prince, den Neunzigern, ja fast schon von der Housemusik der Neunziger inspirieren lassen.“ California Gurls wurde ein großer Erfolg und als „vielversprechender, spritziger Toast auf sommerlichem Spaß“ gelobt.

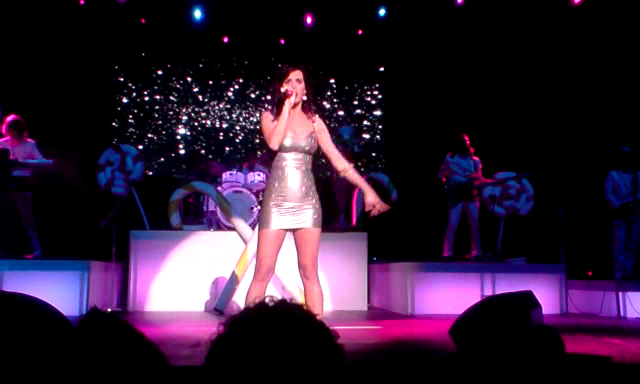
Perry singt E.T. in Budapest.

Für Teenage Dream arbeitete Katy Perry erneut mit dem Produzenten Lukasz Gottwald zusammen, wie auch mit dem Produzenten Max Martin, der unter anderem schon Lieder für Kelly Clarkson, Pink, die Sugababes und Adam Lambert geschrieben hat. Über die Zusammenarbeit sagte Perry: „Mit Max Martin und Dr. Luke zu arbeiten war eine wundervolle, gemeinsame Arbeit. Ich habe schon mit ihnen an One of the Boys gearbeitet, und selbstverständlich wollte ich nochmal und viel intensiver mit ihnen arbeiten. Anstatt zwei oder drei Liedern sind jetzt sechs oder sieben Ergebnisse unserer Zusammenarbeit auf dem Album.“
Am 30. April 2010 gab Perry bekannt, dass die Aufnahmen zum Album abgeschlossen seien. Gleichzeitig bedankte sie sich bei dem Produzenten Greg Wells für die Zusammenarbeit.
Am 22. Juli enthüllte Katy Perry das Artwork ihres Albums. Sie stellte eine 15 auf 15 Zentimeter große Leinwand vor. Das gemalte Albumcover zeigt Perry nackt auf dem Bauch liegend von rosa Wolken umflossen und vor einem blauen Himmel und wurde von dem Künstler Will Cotton aus Los Angeles über einen Live-Videostream gemalt. Perry begründete die Entscheidung zu einem gemalten Albumcover wie folgt: „Vielleicht werden CDs schon ausgestorben sein, wenn ich das Album veröffentliche… Also wollte ich mit einem Knall aufwarten, dass meine Zusammenarbeit mit Will unvergesslich wird.“
Die zweite Single des Albums, der Titeltrack Teenage Dream, wurde eine Woche nach Veröffentlichung des Albums am 3. September 2010 in Deutschland veröffentlicht. Auch diese Single erhielt positive Resonanz und erreichte Platz 1 der US-Singlecharts. Das macht Teenage Dream zu Katy Perrys dritter Nummer-eins-Single in den amerikanischen Singlecharts. Die Singles Firework, E.T. und Last Friday Night (T.G.I.F.) konnten ebenfalls Platz 1 der US-Singlecharts erreichen, damit ist Perry mit Michael Jackson die einzige Künstlerin, die mit bisher allen veröffentlichten Singles aus ihrem Album Teenage Dream Platz 1 der US-amerikanischen Singlecharts erreichen konnte. Am 28. September 2011 wurde in den USA die sechste Singleauskopplung The One That Got Away aus ihrem Album Teenage Dream veröffentlicht.

## Komposition

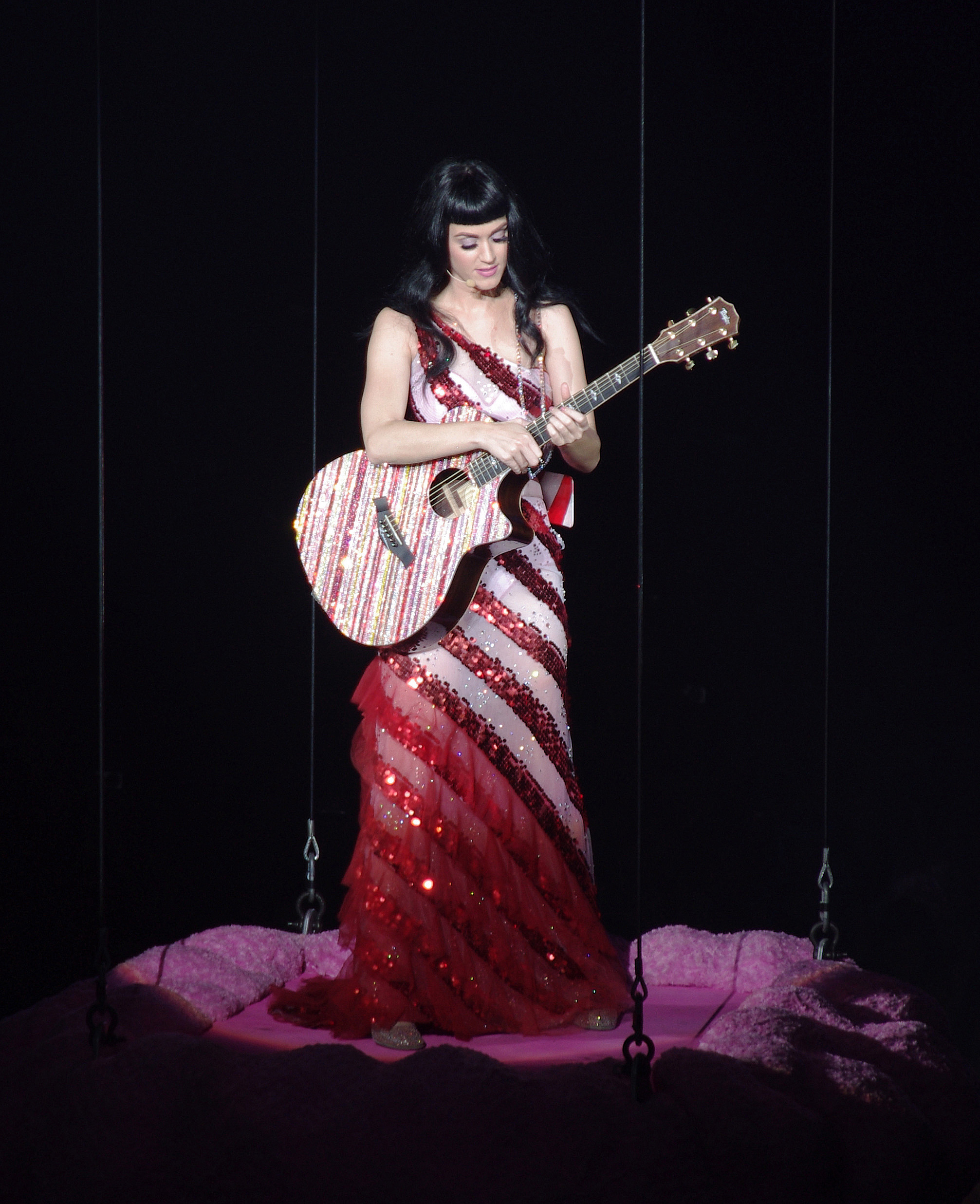
Katy Perry während eines Konzerts in Nottingham, England

Das Album beginnt mit dem gleichnamigen Titellied, eine Elektro-Rock-Pop-Rock-Ballade. Das Lied weist musikalisch ähnliche Elemente wie California Gurls auf. Das zweite Lied auf dem Album und die fünfte Single Last Friday Night (T.G.I.F.) ist ein tanzbarer Popsong mit einer eingängigen Hookline. Inhaltlich behandelt das Lied eine durchhetzte Party-Nacht, die Katy in Santa Barbara (Kalifornien) hatte. Das dritte Lied auf dem Album und die Leadsingle California Gurls ist ein Elektropop-House-Lied. Es wurde als Referenz an Empire State of Mind von Jay-Z und Alicia Keys kreiert und ist eine Liebeserklärung an die weißen Strände und den Lifestyle in Kalifornien. Von vielen Kritikern und Musikerkolleginnen wurde das Lied als „Kalifornien-Hymne“ und „Strand-Hymne“ tituliert. Das Lied enthält Synthesizer-Melodien und gesanglich wurde Perry per Auto-Tune technisch nachgeholfen. Die dritte Single und das vierte Lied auf dem Album Firework ist eine balladenhafte Pop-Dance-Hymne, welche von Jack Kerouacs Roman On the Road beeinflusst wurde. Perry sagte „das Lied habe eine schöne Botschaft“. Im Lied wurden für die Instrumentierung Violinen genutzt, welche dem Lied die märchenhaften Melodie verlieh. Perrys Gesang wurde von MTVs Chris Ryan als „Inspiration“ beschrieben.
Das fünfte Lied auf dem Album ist der Dance-Pop-Titel Peacock, welcher mit Toni Basils Nummer-eins-Hit Mickey aus dem Jahr 1982, sowie mit Gwen Stefanis Nummer-eins-Hit Hollaback Girl aus dem Jahr 2005 verglichen wurde. Circle the Drain beschreibt die Trennung von Perry und ihrem Ex-Freund, dem Gym-Class-Heroes-Frontmann Travie McCoy. Das siebte Lied und die sechste Single ist The One That Got Away. Das Lied ist eine Pop-Ballade mit Dance-Pop und Teen-Pop-Elementen. Perry erklärte: „…Ich schrieb The One That Got Away darüber, dass man jemanden für immer etwas verspricht, aber am Ende nicht fähig ist, sein Versprechen einzuhalten. Es ist eine bittersüße Geschichte. Hoffentlich lernt der Zuhörer durch Hören des Liedes.“
Das achte Lied ist E.T. eine Elektropop- und Hip-Hop-Ballade, die davon handelt, „sich in einem Fremden zu verlieben“. Bei der Singleveröffentlichung engagierte Katy Perry kurzfristig noch Kanye West als Gastrapper auf der Version des Liedes, welche Katy als Single veröffentlichte. Das neunte Lied ist der Elektro-Rock-Titel Who Am I Living For, in welchem religiöse Themen behandelt werden. Der zehnte Titel Pearl ist ein Eurodisco-Lied, zu dem Perry sagte, es sei von ihr selbst inspiriert. Das elfte Lied ist Hummingbird Heartbeat, eine emotionale Pop-Rock-Ballade mit einer New-Wave-Melodie. Viele Kritiker lobten dieses Lied und hielten es hervorragend für eine Veröffentlichung als Single. Das zwölfte Lied ist Not Like the Movies, eine langsame, ruhige Teen-Pop-Ballade. Katy Perry war mit dem Songwriting für Not Like the Movies erst fertig, nachdem sie Russell Brand kennenlernte. Katy erklärte, das Lied sei „sehr besonders“ für sie, da es eine Geschichte behandelt, welche sie sehr berührt. Später erklärte Perry, dass sie versucht habe, ihre ganzen Gefühle mit ihrem Gesang im Lied Not Like the Movies emotional auszudrücken.

## Titelliste

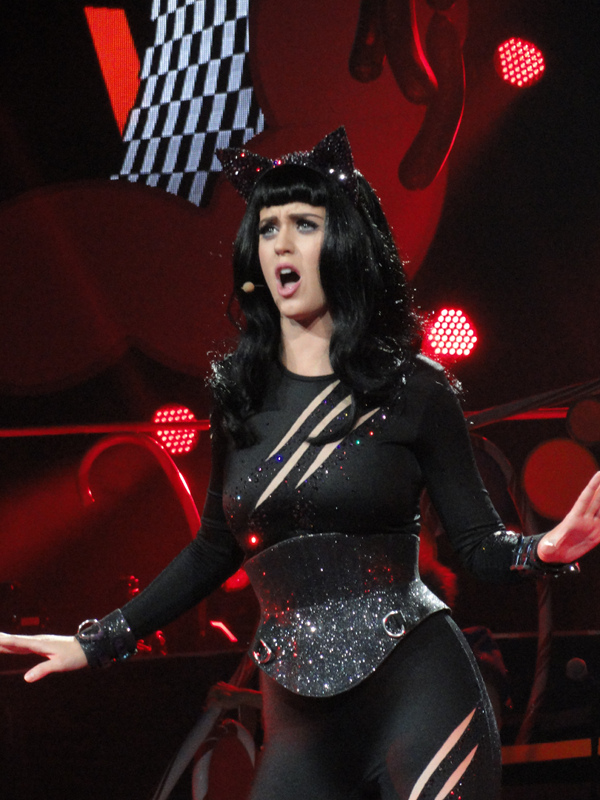
Katy Perry während ihrer California Dreams Tour

### Standard Edition
| #   | Titel                               | Songwriting                                                           | Produktion                     | Länge |
| --- | ----------------------------------- | --------------------------------------------------------------------- | ------------------------------ | ----- |
| 1.  | Teenage Dream                       | Katy Perry, Lukasz Gottwald, Max Martin, Bonnie McKee, Benjamin Levin | Gottwald, Martin, Benny Blanco | 3:47  |
| 2.  | Last Friday Night (T.G.I.F.)        | Perry, Gottwald, McKee, Martin                                        | Gottwald, Martin               | 3:50  |
| 3.  | California Gurls (feat. Snoop Dogg) | Perry, Calvin Broadus, Gottwald, Martin, McKee, Levin                 | Gottwald, Martin, Blanco       | 3:54  |
| 4.  | Firework                            | Perry, Tor Hermansen, Mikkel Eriksen, Sandy Wilhelm, Ester Dean       | Stargate, Sandy Vee            | 3:47  |
| 5.  | Peacock                             | Perry, Hermansen, Eriksen, Dean                                       | Stargate                       | 3:51  |
| 6.  | Circle the Drain                    | Perry, Christopher Stewart, Monte Neuble                              | Christopher Stewart            | 4:32  |
| 7.  | The One That Got Away               | Perry, Martin, Gottwald                                               | Gottwald, Martin               | 3:47  |
| 8.  | E.T.                                | Perry, Martin, Gottwald, Joshua Coleman                               | Gottwald, Martin               | 3:26  |
| 9.  | Who am I Living For?                | Perry, Stewart, Neuble, Brian Thomas                                  | Stewart                        | 4:08  |
| 10. | Pearl                               | Perry, Stewart, Greg Wells                                            | Wells                          | 4:07  |
| 11. | Hummingbird Heartbeat               | Perry, Stewart, Neuble, Stacy Barthe                                  | Stewart                        | 3:32  |
| 12. | Not Like the Movies                 | Perry, Wells                                                          | Wells                          | 4:01  |

### CD 2 (Deluxe Edition):Dream On
| #  | Titel                                              | Songwriting                                    | Produktion                     | Länge |
| -- | -------------------------------------------------- | ---------------------------------------------- | ------------------------------ | ----- |
| 1. | If We Ever Meet Again (Timbaland feat. Katy Perry) | Jim Beanz, Timothy Mosley, Michael Busbee      | Beanz, Timbaland               | 4:52  |
| 2. | Starstrukk (3OH!3 feat. Katy Perry)                | Sean Foreman, Nathaniel Motte                  | Matt Squire                    | 3:22  |
| 3. | California Girls (Passion Pit Main Mix)            | Perry, Broadus, Gottwald, Martin, McKee, Levin | Gottwald, Martin, Benny Blanco | 4:11  |
| 4. | California Gurls (Armand Van Helden Remix)         | Perry, Broadus, Gottwald, Martin, McKee, Levin | Gottwald, Martin, Benny Blanco | 4:01  |
| 5. | Teenage Dream (Kaskade Remix)                      | Perry, Dr. Luke, Martin, McKee, Blanco         | Gottwald, Martin, Benny Blanco | 6:28  |

## Tournee
Am 11. Oktober 2010 kündigte Katy Perry die California Dreams Tour an, welche am 20. Februar 2011 in Portugal startete. Der Tourname ergibt sich aus einem Mix ihrer Singles California Gurls und Teenage Dream.

## Singleauskopplungen
Alle Singleauskopplungen aus dem Album konnten sich weltweit über 30 Mio. mal verkaufen, durchschnittlich hat sich jede Single 4.7 Mio. mal verkauft. California Gurls wurde als erste Single aus Teenage Dream veröffentlicht, an der Single wirkte der amerikanische Rapper Snoop Dogg mit. Die Single hatte ihre Radio-Premiere am 7. Mai 2010 in den Vereinigten Staaten und wurde vier Tage später digital veröffentlicht. Das Lied wurde von Kritikern sehr gelobt und als eines der Favoriten des Albums bezeichnet. Weltweit feierte das Lied große Charterfolge, in den Vereinigten Staaten wurde es ein Nummer-eins-Hit und blieb sechs Wochen an der Spitze. Ebenfalls erreichte das Lied in Neuseeland, im Vereinigten Königreich, Australien, Kanada, Irland und Schottland Platz 1 der Charts. Bis Januar 2012 hat sich das Lied alleine in den Vereinigten Staaten über 5.137.000 Mal verkauft und wurde nach Tik Tok von Kesha das meistverkaufte Lied des Jahres 2010. Bis zum Ende Dezember 2011 hat sich das Lied weltweit über 8.5 Mio. mal verkauft.
Teenage Dream wurde als zweite Single aus dem Album veröffentlicht. Erstmals wurde das Lied am 22. Juli 2010 in den Vereinigten Staaten im Radio gespielt. Das Lied wurde, wie die erste Single, von Kritikern sehr gelobt. Jocelyn Vena von MTV sagte: „Teenage Dream macht da weiter, wo California Gurls aufgehört hat“ und lobte den starken Beat des Liedes. Das Lied hatte einen ähnlichen Charterfolg, wie die erste Single. In den Vereinigten Staaten erreichte das Lied wieder Platz 1, diesmal für zwei Wochen. Ebenso erreichte das Lied in Neuseeland, Irland, Schottland und der Slowakei Platz 1 der Charts. Bis Ende Dezember 2011 hat sich das Lied in den Vereinigten Staaten 4.003.000 mal verkauft. Weltweit verkaufte sich das Lied 6 Mio. mal. Firework wurde als dritte Single des Albums veröffentlicht. Seine Radiopremiere feierte das Lied am 26. Oktober 2010 in den Vereinigten Staaten. Am 2. November 2010 wurde das Lied digital veröffentlicht. Das Lied wurde wieder ein kommerzieller Erfolg und sogar erfolgreicher als die zweite Single. Das Lied erreichte in vielen Ländern die Spitze der Charts, unter anderem in Brasilien, Kanada, Neuseeland und wieder in den Vereinigten Staaten, wo das Lied Anfang 2011 insgesamt vier Wochen an der Spitze verbrachte. Mit über 5.274.000 verkauften Einheiten in den Vereinigten Staaten ist das Lied dort bis Heute ihre erfolgreichste Single. Weltweit verkaufte sich das Lied 7 Mio. mal.
E.T. wurde am 16. Februar 2011 weltweit veröffentlicht. Für seine Single-Veröffentlichung wurde das Lied geremixt und enthielt Rap-Verse von Kanye West. Das Lied wurde in den amerikanischen Billboard Hot 100 wieder ein Nummer-eins-Hit und verbrachte fünf Wochen auf Platz 1. Das Lied verkaufte sich bisher in den Vereinigten Staaten über 5 Mio. mal. Last Friday Night (T.G.I.F.) wurde am 6. Juni 2011 in den Vereinigten Staaten veröffentlicht, als fünfte Single des Albums. Das Lied wurde ein Nummer-eins-Hit in Kanada, Tschechien, der Slowakei und den Vereinigten Staaten, wo das Lied zwei Wochen auf Platz 1 verbrachte. Last Friday Night (T.G.I.F.) verkaufte sich über 2.717.000 mal in den Vereinigten Staaten. Weltweit verkaufte sich das Lied 3 Mio. mal. Zusammen verbrachten alle ersten fünf Singleauskopplungen 19 Wochen auf Platz 1 der amerikanischen Billboard Hot 100.
The One That Got Away wurde als sechste Single aus Teenage Dream veröffentlicht. Seine Radiopremiere feierte das Lied am 11. Oktober 2011 in den Vereinigten Staaten. Das Lied erreichte die Top-10 in Belgien, Kanada und den Vereinigten Staaten, wo es Platz 3 der Billboard Hot 100 erreichte. Das Musikvideo zum Lied feierte am 11. November 2011 in der Ellen DeGeneres Show Premiere. Es wurden von The One That Got Away ebenso eine Remix- und eine Akustikversion veröffentlicht. Bis Heute hat sich das Lied weltweit rund 2 Mio. mal verkauft.

### Promo-Singles

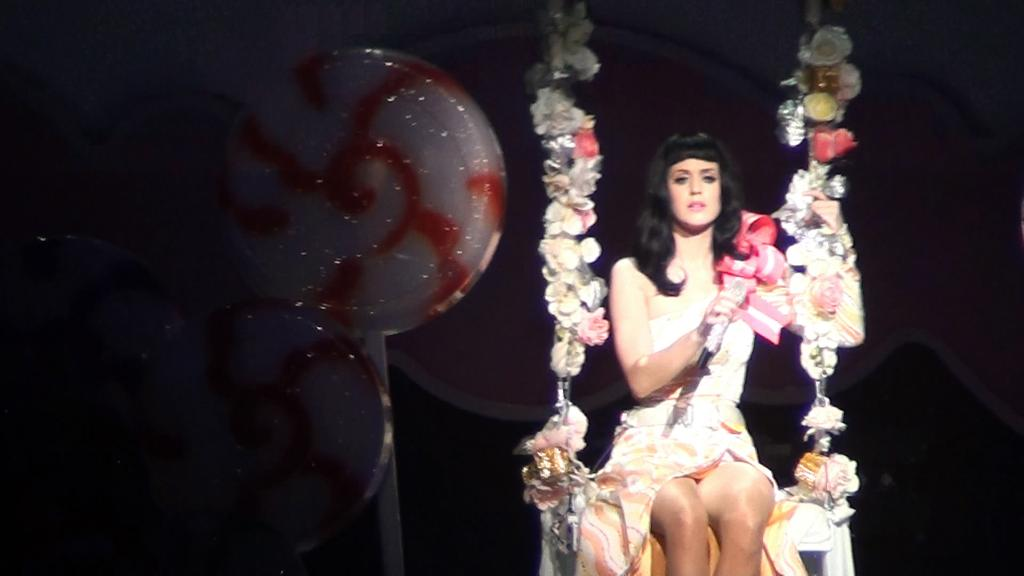
Katy Perry singt Not Like the Movies während ihrer California Dreams Tour.

Vor der Veröffentlichung von Teenage Dream wurden drei Lieder als Promo-Singles veröffentlicht. Not Like the Movies wurde am 3. August 2010 in den Vereinigten Staaten digital veröffentlicht und debütierte auf Platz 53 in den Billboard Hot 100. Circle the Drain wurde am 10. August 2010 als zweite Promo-Single in den Vereinigten Staaten digital veröffentlicht und stieg in den Billboard Hot 100 auf Platz 58 ein. E.T., die dritte Promo-Single, wurde in den Vereinigten Staaten am 17. August 2010 digital veröffentlicht und stieg auf Platz 42 in den Billboard Hot 100 ein.

### Weitere Charttitel
Peacock erreichte in Kanada Platz 64 und in Tschechien Platz 52, sowie Platz 125 in den britischen Charts und Platz 1 in den amerikanischen Dance-Charts. Bisher hat sich das Lied in den Vereinigten Staaten über 400.000 verkauft, obwohl es nicht als Single oder Promo-Single veröffentlicht wurde.

### Chartplatzierungen
| Jahr          | Titel Album                                       | Höchstplatzierung, Gesamtwochen, AuszeichnungChartplatzierungen (Jahr, Titel, Album, Platzierungen, Wochen, Auszeichnungen, Anmerkungen) | Höchstplatzierung, Gesamtwochen, AuszeichnungChartplatzierungen (Jahr, Titel, Album, Platzierungen, Wochen, Auszeichnungen, Anmerkungen) | Höchstplatzierung, Gesamtwochen, AuszeichnungChartplatzierungen (Jahr, Titel, Album, Platzierungen, Wochen, Auszeichnungen, Anmerkungen) | Höchstplatzierung, Gesamtwochen, AuszeichnungChartplatzierungen (Jahr, Titel, Album, Platzierungen, Wochen, Auszeichnungen, Anmerkungen) | Höchstplatzierung, Gesamtwochen, AuszeichnungChartplatzierungen (Jahr, Titel, Album, Platzierungen, Wochen, Auszeichnungen, Anmerkungen) | Anmerkungen                                                                                     |
| Jahr          | Titel Album                                       | DE | AT | CH | UK | US | Anmerkungen                                                                                     |
| ------------- | ------------------------------------------------- | --- | --- | --- | --- | --- | ----------------------------------------------------------------------------------------------- |
| 2010          | California Gurls Teenage Dream                    | DE3 Platin · (37 Wo.)DE | AT3 Platin · (21 Wo.)AT | CH4 Platin · (27 Wo.)CH | UK1 ×2Doppelplatin · (35 Wo.)UK | US1 Diamant · (27 Wo.)US | Erstveröffentlichung: 7. Mai 2010 Verkäufe: + 14.005.988; feat. Snoop Dogg                      |
| 2010          | Teenage Dream                                     | DE6 Gold · (25 Wo.)DE | AT2 Gold · (18 Wo.)AT | CH8 (21 Wo.)CH | UK2 ×2Doppelplatin · (23 Wo.)UK | US1 Diamant · (33 Wo.)US | Erstveröffentlichung: 23. Juli 2010 Verkäufe: + 12.604.645                                      |
| 2010          | Firework Teenage Dream                            | DE4 Platin · (28 Wo.)DE | AT3 Gold · (18 Wo.)AT | CH3 Gold · (24 Wo.)CH | UK3 ×3Dreifachplatin · (68 Wo.)UK | US1 ×2Diamant + Doppelplatin · (39 Wo.)US                                                                                                | Erstveröffentlichung: 26. Oktober 2010 Verkäufe: + 16.660.000                                   |
| 2011          | E.T. Teenage Dream                                | DE9 Gold · (22 Wo.)DE | AT7 Gold · (19 Wo.)AT | CH14 (15 Wo.)CH | UK3 Platin · (24 Wo.)UK | US1 Diamant · (30 Wo.)US | Erstveröffentlichung: 16. Februar 2011 Verkäufe: + 11.915.500                                   |
| 2011          | Last Friday Night (T.G.I.F.) Teenage Dream        | DE15 Gold · (18 Wo.)DE | AT7 (15 Wo.)AT | CH20 Gold · (20 Wo.)CH | UK9 ×2Doppelplatin · (23 Wo.)UK | US1 ×6Sechsfachplatin · (24 Wo.)US | Erstveröffentlichung: 6. Juni 2011 Verkäufe: + 9.072.700                                        |
| 2011          | The One That Got Away Teenage Dream               | DE34 Gold · (18 Wo.)DE | AT19 (18 Wo.)AT | CH33 (15 Wo.)CH | UK18 ×2Doppelplatin · (29 Wo.)UK | US3 ×5Fünffachplatin · (24 Wo.)US | Erstveröffentlichung: 4. Oktober 2011 Verkäufe: + 7.197.500                                     |
| 2012          | Part of Me Teenage Dream: The Complete Confection | DE20 Gold · (12 Wo.)DE | AT18 (13 Wo.)AT | CH33 (10 Wo.)CH | UK1 Platin · (20 Wo.)UK | US1 ×5Fünffachplatin · (22 Wo.)US | Erstveröffentlichung: 13. Februar 2012 Verkäufe: + 6.736.800                                    |
| 2012          | Wide Awake Teenage Dream: The Complete Confection | DE39 (14 Wo.)DE | AT28 (15 Wo.)AT | CH21 (20 Wo.)CH | UK9 Platin · (20 Wo.)UK | US2 ×5Fünffachplatin · (26 Wo.)US | Erstveröffentlichung: 22. Mai 2012 Verkäufe: + 6.585.000                                        |
| 2012          | Hummingbird Heartbeat Teenage Dream               | — | — | — | — | — | Erstveröffentlichung: 17. September 2012 Verkäufe: + 35.000; Veröffentlichung nur in Australien |
| Promo-Singles |                                                   | | | | | |                                                                                                 |
|               |                                                   | | | | | |                                                                                                 |
| 2010          | Not Like the Movies Teenage Dream                 | — | — | — | — | US53 Gold · (1 Wo.)US | Erstveröffentlichung: 3. August 2010 Verkäufe: + 500.000                                        |
| 2010          | Circle the Drain Teenage Dream                    | — | — | — | — | US58 (1 Wo.)US | Erstveröffentlichung: 10. August 2010                                                           |
| 2012          | Peacock Teenage Dream                             | — | — | — | — | US— PlatinUS | Erstveröffentlichung: 26. März 2012 Verkäufe: + 1.111.000                                       |

## Mitwirkende
Folgende Personen trugen zur Entstehung des Albums Teenage Dream bei.
Musik
| - Gesang: Katy Perry - Rap: Snoop Dogg - Schlagzeug: Lukasz Gottwald, Max Martin, Benny Blanco, Christopher Stewart, Pat Thrall, Josh Freese, Ammo, Brian Thomas, Greg Wells - Gitarre: Mikkel S. Eriksen, Tor Erik Hermansen, Sandy Vee, Charles Malone, Julio Miranda, Daniel Silvestri, Brent Paschke, Michael Thompson - Instrumente (Firework, Peacock): Mikkel S. Eriksen, Tor Erik Hermansen, Sandy Vee | - Bass: Daniel Silvestri, Michael Thompson - Saxophon: Lenny Picket - Bieberaphon: Tamra Natisin - Keyboard: Lukasz Gottwald, Max Martin, Benny Blanco, Christopher Stewart, Monte Neuble - Klavier, Synthesizer: Greg Wells |

Produktion
| - Ausführende Produzenten: Lukasz „Dr. Luke“ Gottwald, Max Martin - Produktion: Max Martin, Lukasz Gottwald, Benny Blanco, Rico Love, Greg Wells, Tricky Stewart, Stargate - Abmischung: Serban Ghenea, Sandy Vee, Jaycen-Joshua, - Engineering: Emily Wright, Sam Holland, Carlos Oyandel, Damien Lewis, Pat Thrall, Luis Navarro, Steven Dennis, Mark Gray, Jason Sherwood, Randy Urbanski, John Hanes, Brian Thomas, Andrew Wuepper, Chris O’Ryan | - Mastering: Brian Gardner - A&R: Chris Anokute, Rob Stevenson - Marketing: Bob Semanovich |

Visuelles
- Artwork, Fotografien: Will Cotton
- Art Direction: Jo Ratcliffe
- Design: An Art Service

## Rezeption

### Rezensionen
Die Kritiken zu Teenage Dream fielen durchwachsen aus. Metacritic berechnete eine Durchschnittswertung von 52 %, basierend auf 14 Kritiken, das entspricht „durchschnittlichen beziehungsweise durchwachsenen Wertungen“.
Eberhard Dobler, Rezensent bei Laut, gab dem Album eine negative Bewertung: „Dabei will Katy Perry natürlich erwachsen klingen – und das tut bereits der synthiebrummende Titeltrack zu Beginn der CD. Die Nummer wirkt wie der Rest der Platte recht abgeklärt: Statt die Popsause gleich loszufeiern, werden die Gitarrenlicks erst mal bedächtig gesetzt […] Last Friday Night (T.G.I.F.) wäre ohne den dümmlichen Party-Absturz-Text und das letztlich doch belanglose Organ der Songwriterin sogar eine ansehnliche Indiedance-Nummer mit astreinem Synthie-Sax-Solo. Überhaupt sollte diesmal Dance (hier oft an House oder Elektro-Hip-Hop geschult) dominieren, so Katy. Die Single California Gurls löst diese Absicht auch ein – für derlei funky Gute-Laune-West-Coast-Nummern war früher beispielsweise Janet Jackson verantwortlich […] Ansonsten stampfen die Synthies, Drummachines und Sequenzer durch den Popclub – das düster angehauchte Circle the Drain wirkt in diesem Kontext fast schon zu tough für ein Album, das ansonsten auf Erdbeergeschmack macht.“
Auch Albert Ranner von CDStarts, kritisierte das Werk Perrys: „Perry streift nämlich das erdig-rockige Beinkleid ab und konzentriert sich voll und ganz auf kratzige bis pumpende Computersounds, die stets von einer unerschütterlichen Basslawine begleitet werden. Die ganz netten Vorboten California Gurls und Teenage Dream sind daher im Nachhinein betrachtet nicht anderes als Blender, die ein munter-aufgewecktes Sommeralbum versprechen, das aber letzten Endes von der eigenen Wucht und Primitivität erschlagen wird. Firework landet demzufolge in der nächstbesten Mallorcadisco gleich neben Markus Becker und Mickie Krause, „Peacock“ klaut ungeniert bei Avril Lavignes Girlfriend, The One That Got Away hechtet dem knackigen „Maneater“ (Nelly Furtado) hinterher, E.T. darf All the Things She Said (t.A.T.u.) neu interpretieren und überhaupt wirkt alles auf Teenage Dream leicht antiquiert, überholt und künstlich. Wieso Katy das natürliche Augenzwinkern ihres Majordebüts für diese billigen Bollerbeats aufgegeben hat, weiß der Teufel […] Somit wird aus dem erhofften Tagtraum leider bittere Realität, die in Zeiten von Black Eyed Peas, David Guetta & Co. erschreckend flach ist und selbst die Rückkehr zu mehr rockiger Glückseligkeit (Hummingbird Heartbeat) oder balladeskem Feenglanz (Not Like the Movies) ist mehr einer unsichtbaren Checkliste zu verdanken um stilistische Abwechslung zu garantieren denn der Drang eine packende oder berührende Geschichte zu erzählen. Teenage Dream ist Zuckerwatte: Süß, verführerisch und zuckerlrosa, aber wenn man sie ein bisschen feucht macht, bleibt nicht mehr als ein unförmiger, ungenießbarer Klumpen übrig, der das ganze Karies nicht wert ist.“
Die Redaktion des HR3 jedoch lobte Teenage Dream:

„Beide, Lady Gaga und Katy Perry, haben ja innerhalb kürzester Zeit gelernt, wie man die Klaviatur des Popstargeschäfts erfolgreich bedient. Dazu gehört natürlich auch hier und da mal ein inszeniertes Skandälchen. Doch während Lady Gaga im Moment fast ausschließlich auf dieser Schiene rumreitet, hat Katy Perry diesen Pfad gleich nach ihrem ersten intimen Geständnis I Kissed a Girl wieder verlassen und sich dann doch eher für das Fach des frechen Girlies entschieden. Und in dieser Rolle zieht sie auf Teenage Dream wirklich alle Register […] Ein Teenager, der zum einen typisch amerikanisch ist, sich aber davon abgesehen mit seinem ungezwungenen Charme und der Ausstrahlung von purer Lebensfreude gerade daran macht, den ganzen Rest der Welt gleich mit im Sturm zu erobern […] ‚Pop At Its Best‘ also, oder mit anderen Worten: Ein Album, das einfach nur Spaß macht!“

### Preise
| Jahr | Gala                        | Kategorie                                               | Resultat  |
| ---- | --------------------------- | ------------------------------------------------------- | --------- |
| 2010 | American Music Awards       | Favorite Pop/Rock Album                                 | Nominiert |
| 2011 | BRIT Awards                 | International Album                                     | Nominiert |
| 2011 | Grammy Awards               | Album of the Year                                       | Nominiert |
| 2011 | Grammy Awards               | Best Pop Vocal Album                                    | Nominiert |
| 2011 | Grammy Awards               | Best Female Pop Vocal Performance für Teenage Dream     | Nominiert |
| 2011 | Grammy Awards               | Best Pop Collaboration with Vocals für California Gurls | Nominiert |
| 2011 | Billboard Music Awards      | Top Pop Album                                           | Nominiert |
| 2011 | Virgin Media Music Awards   | Best Album                                              | Nominiert |
| 2011 | IFPI Platinum Europe Awards | Album Title                                             | Gewonnen  |
| 2011 | Juno Awards 2011            | International Album of the Year                         | Gewonnen  |
| 2011 | Premios Telehit             | International Album of the Year                         | Gewonnen  |
| 2012 | Grammy Awards               | Record of the Year für Firework                         | Nominiert |
| 2012 | Grammy Awards               | Best Pop Solo Performance für Firework                  | Nominiert |

## Kommerzieller Erfolg

### Chartplatzierungen
| ChartsChartplatzierungen       | Höchstplatzierung | Wochen |
| ------------------------------ | ----------------- | ------ |
| Deutschland (GfK)              | 5 (… Wo.)         | …      |
| Österreich (Ö3)                | 1 (77 Wo.)        | 77     |
| Schweiz (IFPI)                 | 4 (… Wo.)         | …      |
| Vereinigte Staaten (Billboard) | 1 (402 Wo.)       | 402    |
| Vereinigtes Königreich (OCC)   | 1 (… Wo.)         | …      |

| ChartsJahrescharts (2010)      | Platzierung |
| ------------------------------ | ----------- |
| Deutschland (GfK)              | 51          |
| Österreich (Ö3)                | 43          |
| Schweiz (IFPI)                 | 52          |
| Vereinigte Staaten (Billboard) | 40          |
| Vereinigtes Königreich (OCC)   | 15          |

| ChartsJahrescharts (2011)      | Platzierung |
| ------------------------------ | ----------- |
| Vereinigte Staaten (Billboard) | 10          |
| Vereinigtes Königreich (OCC)   | 25          |

| ChartsJahrescharts (2012)      | Platzierung |
| ------------------------------ | ----------- |
| Vereinigte Staaten (Billboard) | 25          |
| Vereinigtes Königreich (OCC)   | 48          |

| ChartsJahrescharts (2013)      | Platzierung |
| ------------------------------ | ----------- |
| Vereinigte Staaten (Billboard) | 127         |

| ChartsJahrescharts (2015)      | Platzierung |
| ------------------------------ | ----------- |
| Vereinigte Staaten (Billboard) | 166         |

| ChartsJahrescharts (2021)    | Platzierung |
| ---------------------------- | ----------- |
| Vereinigtes Königreich (OCC) | 77          |

| ChartsJahrescharts (2022)      | Platzierung |
| ------------------------------ | ----------- |
| Vereinigte Staaten (Billboard) | 148         |
| Vereinigtes Königreich (OCC)   | 74          |

| ChartsJahrescharts (2023)      | Platzierung |
| ------------------------------ | ----------- |
| Deutschland (GfK)              | 87          |
| Österreich (Ö3)                | 35          |
| Schweiz (IFPI)                 | 53          |
| Vereinigte Staaten (Billboard) | 128         |
| Vereinigtes Königreich (OCC)   | 48          |

| ChartsJahrescharts (2024)      | Platzierung |
| ------------------------------ | ----------- |
| Deutschland (GfK)              | 42          |
| Österreich (Ö3)                | 14          |
| Schweiz (IFPI)                 | 21          |
| Vereinigte Staaten (Billboard) | 111         |
| Vereinigtes Königreich (OCC)   | 44          |

### Auszeichnungen für Musikverkäufe
| Land/Region                  | Auszeichnungen für Musikverkäufe (Land/Region, Auszeichnung, Verkäufe) | Verkäufe    |
| ---------------------------- | ---------------------------------------------------------------------- | ----------- |
| Argentinien (CAPIF)          | Gold                                                                   | 20.000      |
| Australien (ARIA)            | 7× Platin                                                              | 490.000     |
| Belgien (BRMA)               | Gold                                                                   | 15.000      |
| Brasilien (PMB)              | 2× Platin                                                              | 80.000      |
| Chile (IFPI)                 | Gold                                                                   | 7.500       |
| Dänemark (IFPI)              | 2× Platin · + 2× Platin (The Complete Confection)                      | 80.000      |
| Deutschland (BVMI)           | 2× Platin                                                              | 400.000     |
| Europa (IFPI)                | Platin                                                                 | (1.000.000) |
| Frankreich (SNEP)            | 2× Platin                                                              | 200.000     |
| Golf-Kooperationsrat (IFPI)  | Gold                                                                   | 3.000       |
| Indien (IMI)                 | 2× Platin                                                              | 60.000      |
| Irland (IRMA)                | 2× Platin                                                              | 30.000      |
| Italien (FIMI)               | 2× Platin                                                              | 100.000     |
| Japan (RIAJ)                 | Gold                                                                   | 100.000     |
| Kanada (MC)                  | Diamant                                                                | 800.000     |
| Kolumbien (ASINCOL)          | Platin                                                                 | 10.000      |
| Mexiko (AMPROFON)            | Platin                                                                 | 60.000      |
| Neuseeland (RMNZ)            | 10× Platin                                                             | 150.000     |
| Niederlande (NVPI)           | Gold                                                                   | 25.000      |
| Norwegen (IFPI)              | 5× Platin                                                              | 100.000     |
| Österreich (IFPI)            | Platin                                                                 | 20.000      |
| Philippinen (PARI)           | Platin                                                                 | 20.000      |
| Portugal (AFP)               | 6× Platin                                                              | 120.000     |
| Schweden (IFPI)              | Platin                                                                 | 40.000      |
| Schweiz (IFPI)               | Gold                                                                   | 15.000      |
| Singapur (RIAS)              | Platin                                                                 | 10.000      |
| Vereinigte Staaten (RIAA)    | Diamant                                                                | 10.000.000  |
| Vereinigtes Königreich (BPI) | 6× Platin                                                              | 1.800.000   |
| Insgesamt                    | 7× Gold · 57× Platin · 2× Diamant ·                                    | 13.755.500  |

Hauptartikel: Katy Perry/Auszeichnungen für Musikverkäufe

## Belege
1. ↑  Gary Trust: Katy Perry Notches Record Fifth No. 1 From 'Teenage Dream' On Pop Songs. In: Billboard. 1. August 2011, abgerufen am 14. Januar 2012.
2. ↑  Gary Trust: Katy Perry's 2011 Record-Setting Chart Juggernaut Continues: Notches Fourth Adult Top 40 No. 1. In: Billboard. 30. August 2011, abgerufen am 4. September 2011.
3. ↑  Keith Caulfield: Eminem & Royce da 5'9" Debut at No. 1 on Billboard 200 with Bad Meets Evil EP. In: Billboard. 22. Juni 2011, abgerufen am 14. Januar 2012.
4. ↑  Gary Trust: Katy Perry Notches Record Seventh No. 'One' From 'Teenage Dream' On Dance/Club Play Songs. In: Billboard. 26. Dezember 2011, abgerufen am 14. Januar 2012.
5. ↑  Katy Perry's Latest Chart Record: A 6th No. 1 From 'Dream' on the Pop Songs (Not Hot 100) Chart
6. ↑  Gary Trust: Adele's 'Someone Like You' Soars To No. 1 On Hot 100. In: Billboard. 7. September 2011, abgerufen am 14. Januar 2012.
7. ↑  Jocelyn Vena: Katy Perry Re-Releasing Teenage Dream With New Tunes. In: MTV United States. 23. Januar 2012, abgerufen am 29. Januar 2012: „The Complete Confection will feature tracks that didn't make it on the original album“
8. ↑  Digitalspy: Katy Perry Working With Beyoncé-Producer
9. ↑  Rolling Stone: Interview (Memento vom 11. September 2012 im Webarchiv archive.today)
10. ↑  MTV Kanada–Interview: Kids' Choice Awards (Memento vom 14. März 2012 im Internet Archive)
11. 1 2 3  Digitalspy: Katy Perry Records Answer To Jay-Z Song
12. ↑  USA Today California Gurls–Singlereview
13. ↑  Digitalspy: Katy Perry Strips Nakes For Album Cover
14. ↑  Katy Perry stellt Rekord von Michael Jackson ein. In: DiePresse.com. 18. August 2011, abgerufen am 1. Oktober 2016.
15. ↑  Katy Perry koppelt als erste Frau fünf Top-Hits aus einem Album aus (Memento vom 10. September 2012 im Webarchiv archive.today)
16. ↑  Katy Perry – Teenage Dream Sheet Music (Download). In: Musicnotes.com. Abgerufen am 16. Januar 2011.
17. ↑  Leah Greenblatt: Katy Perry's new single 'Teenage Dream' hits the web | EW.com. In: Entertainment Weekly. 22. Juli 2010, abgerufen am 23. Juli 2010.
18. ↑  Katy Perry Says Streaking Inspired Album Track. In: MTV.co.uk. 10. März 2011, abgerufen am 17. Juni 2011.
19. ↑  Katy Perry vai fazer música em resposta a Jay-Z. In: Virgula.uol.com.br. 16. April 2010, archiviert vom Original am 21. März 2012; abgerufen am 30. April 2016.
20. ↑  Katy Perry Debuts New Single 'California Gurls' – Music, Celebrity, Artist News. In: MTV. 7. Mai 2010, abgerufen am 14. September 2010.
21. ↑  Beach Boys Threaten to Sue Katy Perry For 'California Gurls' Lyric. In: Hollywood.com. 5. August 2010, abgerufen am 14. September 2010.
22. 1 2  Tom Thorogood: Katy Perry Teenage Dream Track By Track. In: MTV (UK). 27. August 2010, archiviert vom Original am 21. September 2013; abgerufen am 13. Januar 2012.
23. ↑  Faixa do novo álbum de Katy Perry é inspirada em livro considerado a „bíblia hippie“ | Portal POPLine – O Maior Site de Música POP do Brasil agora na MTV. In: Popline.mtv.uol.com.br. 15. Juli 2010, archiviert vom Original am 19. Juli 2010; abgerufen am 14. September 2010.
24. ↑  Jocelyn Vena: Katy Perry Says 'Firework' Is Teenage Dream's 'Anthem' – Music, Celebrity, Artist News. In: MTV. 24. August 2010, abgerufen am 14. September 2010.
25. ↑  Katy Perry: „É difícil fazer um hit que não seja brega“ | Portal POPLine – O Maior Site de Música POP do Brasil agora na MTV. In: Popline.mtv.uol.com.br. Archiviert vom Original am 29. August 2010; abgerufen am 14. September 2010.
26. ↑  Song You Need To Know: Katy Perry, ‘Firework’ >> MTV Buzzworthy Blog. In: Buzzworthy.mtv.com. 18. August 2010, abgerufen am 14. September 2010.
27. ↑  Katy Perry Song 'Circle The Drain' Bashes Ex-Boyfriend Travis McCoy. In: PopOnThePop.com. 9. August 2010, archiviert vom Original am 5. Januar 2011; abgerufen am 14. September 2010.
28. ↑  “Circle The Drain”: Uma direta da Katy Perry contando porque largou Travie McCoy. In: Antifrase.com.br. 10. August 2010, archiviert vom Original am 31. Oktober 2010; abgerufen am 13. Oktober 2010.
29. ↑  Gary Trust: Katy Perry's Sixth 'Teenage Dream' Single Starts At Radio. In: Billboard. 14. September 2011, abgerufen am 1. Juni 2012.
30. ↑  Amos Barshad: Katy Perry Blew Confetti Into Vulture's Beer Last Night. In: New York. 9. November 2010, abgerufen am 25. Februar 2011.
31. ↑  Jocelyn Vena: Katy Perry Says 'Pearl' Is Her Album's Crowning Jewel – Music, Celebrity, Artist News. In: MTV. 23. August 2010, abgerufen am 14. September 2010.
32. 1 2  Katy Perry talks „Not Like the Movies“. In: Katy Perry Music auf YouTube. 3. August 2010, abgerufen am 5. September 2011.
33. ↑  Digital Spy: Albumcredits
34. ↑  “Teenage Dream” Official Tracks Revealed! (Memento vom 30. September 2013 im Internet Archive), Webseite Katy Perry
35. ↑  Katy Perry: Teenage Dream–CD–Booklet, Capitol.
36. ↑  California Dreams Tour – Europe Dates Announced (Memento vom 29. September 2013 im Internet Archive), Katy Perry Official Website
37. ↑  Radio Industry News, Music Industry Updates, Arbitron Ratings, Music News and more! In: FMQB. Archiviert vom Original (nicht mehr online verfügbar) am 25. Mai 2012; abgerufen am 5. Mai 2010.
38. ↑  Katy Perry’s California Gurls battles Lady GaGa for top iTunes spot : Beatweek Magazine. In: Beatweek.com. 11. Mai 2010, archiviert vom Original am 29. März 2012; abgerufen am 23. Mai 2010.
39. ↑  #1 ‘Maxim’ Gurl Katy Perry Announces New Album ‘Teenage Dream’ | Music News, Reviews, and Gossip on. In: Idolator.com. 11. Mai 2010, abgerufen am 23. Mai 2010.
40. 1 2  Paul Grein: Week Ending Jan. 15, 2012. Songs: The Song That Won’t Drop. In: Music.yahoo.com. 18. Januar 2012, abgerufen am 5. Februar 2012.
41. ↑  Paul Grein: Week Ending June 19, 2011. Bad Teenage Dreams. 22. Juni 2011, archiviert vom Original am 2. Januar 2014; abgerufen am 30. April 2016.
42. ↑  What's Happening: Katy Perry Releases Second Single „Teenage Dream“. In: Ryan Seacrest. 22. Juli 2010, archiviert vom Original am 27. Juli 2010; abgerufen am 30. April 2016.
43. ↑  Katy Perry: Summer Album Preview 2010. In: Billboard. 14. September 2009, abgerufen am 22. Juli 2010.
44. ↑  Jocelyn Vena: Katy Perry Previews Teenage Dream At Beach-Themed Party – News Story | Music, Celebrity, Artist News | MTV News. In: MTV. 15. Juni 2010, abgerufen am 22. Juli 2010.
45. ↑  Juliana Koranteng: Katy Perry, Deutsche Telekom To Launch 'Firework'. Billboard.biz, 10. August 2010, archiviert vom Original am 19. Oktober 2010; abgerufen am 10. August 2010.
46. ↑  Day TWO of music video! Not gonna stop shooting till the sun comes up cause we are a LIGHT in a dark place – 4 hours ago – abgerufen auf katyperry.com (Memento vom 27. Mai 2010 im Internet Archive) September 30, 2010
47. ↑  Katy Perry’s ‘California Gurls’ is top selling digital song. EMI Music, 7. Januar 2011, archiviert vom Original am 3. Dezember 2013; abgerufen am 30. April 2016.
48. ↑  E.T. (feat. Kanye West) – Single by Katy Perry. In: Itunes.apple.com. 11. Februar 2011, abgerufen am 5. Februar 2012.
49. ↑  Jocelyn Vena: Katy Perry Launches 'E.T.' Video Teaser – Music, Celebrity, Artist News. In: MTV. 21. März 2011, abgerufen am 5. Februar 2012.
50. ↑  Radio Industry News, Music Industry Updates, Arbitron Ratings, Music News and more! In: FMQB. Archiviert vom Original (nicht mehr online verfügbar) am 25. Mai 2012; abgerufen am 5. Februar 2012.
51. ↑  Paul Grein: Chart Watch Extra: The Year’s Top 30 Hits. In: Music.yahoo.com. 14. Dezember 2011, abgerufen am 5. Februar 2012.
52. ↑  Top 40 Rhythmic Future Releases | R&B Song and Hip-Hop Music Release Dates. In: Allaccess.com. Abgerufen am 5. Februar 2012.
53. ↑  http://www.billboard.com/#/news/katy-perry-s-sixth-teenage-dream-single-1005376192.story
54. ↑  Hot/Modern/AC Future Releases | Hot Adult Contemporary Rock Songs and Release Dates. In: Allaccess.com. Abgerufen am 5. Februar 2012.
55. ↑  Jocelyn Vena: Katy Perry, Diego Luna Break Up In 'One That Got Away' Tease. In: MTV. 4. November 2011, abgerufen am 5. Februar 2012.
56. ↑  Latest Music News, Band, Artist, Musician & Music Video News. In: Billboard.com. Abgerufen am 5. Februar 2012.
57. ↑  Brand New Track: „Not Like The Movies“. In: Katy Perry Official Website. 3. August 2010, archiviert vom Original am 21. September 2013; abgerufen am 30. April 2016.
58. ↑  Taylor Swift Makes Sparkling Hot 100 Entrance. In: Billboard. 11. August 2010, abgerufen am 17. August 2010.
59. ↑  Brand New Track: „Circle The Drain“. In: Katy Perry Official Website. 17. August 2010, archiviert vom Original am 21. September 2013; abgerufen am 30. April 2016.
60. ↑  Eminem, Rihanna Top Hot 100 For Fifth Week. In: Billboard. 19. August 2010, abgerufen am 19. August 2010.
61. ↑  Final iTunes Countdown Track: „E.T.“ In: Official Katy Perry Website. 17. August 2010, archiviert vom Original am 21. September 2013; abgerufen am 17. August 2010.
62. ↑  Eminem, Rihanna Continue to 'Love' Life Atop Hot 100. In: Billboard. 26. August 2010, abgerufen am 26. August 2010.
63. ↑  ds: Čns Ifpi. In: Ifpicr.cz. Abgerufen am 29. November 2010.
64. ↑  . Billboard.com, abgerufen am 8. August 2011.
65. ↑  Gary Trust: Ask Billboard: Katy Perry First With Five 4-Million Sellers. In: Billboard. Abgerufen am 1. Juni 2012.
66. 1 2  Chartquellen: DE AT CH UK US
67. ↑  Katy Perry – Teenage Dream-Begleitheft, Capitol Records, Virgin Records.
68. ↑  Teenage Dream: Metascore
69. ↑  Wertung: Laut
70. ↑  Wertung: CDStarts
71. ↑  Wertung: Rolling Stone (Memento vom 26. August 2010 im Internet Archive)
72. ↑  Wertung: 1 Live
73. ↑  Wertung: HR3
74. ↑  Wertung: Allmusic
75. ↑  Castina: 2010 American Music Awards Nominations. In: Pop Crunch. 12. Oktober 2010, S. 1, archiviert vom Original am 9. September 2011; abgerufen am 14. Juli 2011 (englisch).
76. ↑  2011 Nominees. In: BRIT Awards. 13. Januar 2011, archiviert vom Original am 19. Juli 2011; abgerufen am 30. April 2016.
77. ↑  Nominees And Winners. In: Grammy Awards. S. 1, abgerufen am 14. Juli 2011 (englisch).
78. ↑  Up for Discussion Jump to Forums: Billboard Music Awards 2011 Main. In: Billboard.com. 23. Mai 2011, abgerufen am 5. Februar 2012.
79. 1 2 3  popstareditor: POPSTAR! POPTASTIC AWARDS NOMINEES! In: POP Star Online. 26. März 2009, S. 1, archiviert vom Original am 2. Januar 2010; abgerufen am 14. Juli 2011 (englisch).
80. ↑  IFPI Platinum Europe Awards – 2011. In: IFPI Platinum Europe Awards. S. 1, archiviert vom Original am 14. Oktober 2013; abgerufen am 14. Juli 2011 (englisch).
81. ↑  Top 100 Album-Jahrescharts: 2010. In: offiziellecharts.de. GfK Entertainment, abgerufen am 31. Dezember 2023.
82. ↑  Jahreshitparade Alben 2010. In: austriancharts.at. Hung Medien, abgerufen am 31. Dezember 2023.
83. ↑  Schweizer Jahreshitparade 2010. In: hitparade.ch. Hung Medien, abgerufen am 31. Dezember 2023.
84. ↑  Year-end Charts – Billboard 200 Albums: 2010. In: billboard.com. Billboard, abgerufen am 31. Dezember 2023 (englisch).
85. 1 2 3 4 5 6  Katy Perry – Teenage Dream. In: officialcharts.com. Official Charts Company, abgerufen am 31. Dezember 2023 (englisch).
86. ↑  Year-end Charts – Billboard 200 Albums: 2011. In: billboard.com. Billboard, abgerufen am 31. Dezember 2023 (englisch).
87. ↑  Year-end Charts – Billboard 200 Albums: 2012. In: billboard.com. Billboard, abgerufen am 31. Dezember 2023 (englisch).
88. ↑  Year-end Charts – Billboard 200 Albums: 2013. In: billboard.com. Billboard, abgerufen am 31. Dezember 2023 (englisch).
89. ↑  Year-end Charts – Billboard 200 Albums: 2015. In: billboard.com. Billboard, abgerufen am 31. Dezember 2023 (englisch).
90. ↑  Year-end Charts – Billboard 200 Albums: 2022. In: billboard.com. Billboard, abgerufen am 31. Dezember 2023 (englisch).
91. ↑  Top 100 Album-Jahrescharts: 2023. In: offiziellecharts.de. GfK Entertainment, abgerufen am 31. Dezember 2023.
92. ↑  Jahreshitparade Alben 2023. In: austriancharts.at. Hung Medien, abgerufen am 12. Januar 2024.
93. ↑  Schweizer Jahreshitparade 2023. In: hitparade.ch. Hung Medien, abgerufen am 14. Januar 2024.
94. ↑  Year-end Charts – Billboard 200 Albums: 2023. In: billboard.com. Billboard, abgerufen am 18. Januar 2024 (englisch).
95. ↑  Jahrescharts 2024 in Deutschland. In: offiziellecharts.de. Abgerufen am 11. Dezember 2024.
96. ↑  Jahrescharts 2024 in Österreich. In: austriancharts.at. Abgerufen am 30. April 2025.
97. ↑  Jahrescharts 2024 in der Schweiz. In: hitparade.ch. Abgerufen am 30. April 2025.
98. ↑  Jahrescharts 2024 in den USA. In: billboard.com. Abgerufen am 14. Dezember 2024 (englisch).
99. ↑  Jahrescharts 2024 in Großbritannien. In: officialcharts.com. Abgerufen am 30. April 2025 (englisch).